# Iglesia de la Natividad del Señor (La Reina)
La Parroquia Natividad del Señor se encuentra ubicada en avenida Ossa, en la esquina con Dr. Genaro Benavides, en la comuna de La Reina, Santiago de Chile.

## Historia
La parroquia fue construida en 1906 como Capilla San José.
La actual parroquia se construye en el mismo sitio, en el año 1946, debido a necesidades de espacio por la alta concurrencia de fieles, pasando a llamarse Natividad del Señor.
El año 1983 tuvo que ser reconstruida, debido al ensanchamiento que se realzo de la avenida Ossa, construcción que finalizó en 1984.